# Senne & Sanne
Senne & Sanne is een Belgische stripreeks van Marc Verhaegen.

## Inhoud
Senne en Sanne zijn een jongen en meisje van ongeveer 14 jaar oud. Senne is een impulsief handelende jongen, die een hart van goud heeft, maar vaak snel handelt als hij onrecht ziet. Sanne is een atletisch meisje, dat beter nadenkt voor ze handelt, maar ook rechtvaardigheid hoog in het vaandel heeft. Senne en Sanne vullen elkaar daardoor goed aan.

## Publicatiegeschiedenis
Op 25 februari 2005 werd Marc Verhaegen ontslagen bij Studio Vandersteen als hoofdtekenaar van Suske en Wiske. Een van de redenen zou zijn geweest, dat hij een verhaal wilde schrijven over de Tweede Wereldoorlog. De erven van Vandersteen vonden dat niet geschikt voor de strip Suske en Wiske. Het thema gebruikte Verhaegen voor Rebecca R., het eerste verhaal van Senne en Sanne.
Verhaegen werd door jongerenkrant Kidsweek gevraagd een strip te maken over de Tweede Wereldoorlog in verband met 60 jaar bevrijding in Nederland. Het scenario dat hij voor Suske en Wiske had was niet bruikbaar en dus schreef hij een nieuw verhaal.
Op 6 mei 2005 verschenen de eerste twee pagina's in de krant. Hierna volgde het verhaal in 4 delen als bijlage bij de krant van 3 juni tot 23 september, waarbij voor elke aflevering een speciale cover werd ontworpen. Het verhaal verscheen later ook wekelijks in het Aankondigingsblad  van Regio Antwerpen en dagelijks in de Gazet van Antwerpen en Het Belang van Limburg.
In 2018 verscheen een vierde album in een beperkte oplage van 400 exemplaren.

## Verhalen

### Albums
1. Rebecca R. (december 2005)
2. Cordoba (oktober 2006)
3. Loverboys (november 2007)
4. Kroniek van de gitaar (februari 2018)
5. Tsjernobyl (april 2020)

### Gags
- Gag in Stripnieuws 6 (december 2005)
- Het speelgoedmuseum (april 2007), kort verhaal